# Cattedrale di Nostra Signora del Buon Viaggio (Belo Horizonte)
La cattedrale di Nostra Signora del Buon Viaggio (in portoghese: Catedral Nossa Senhora da Boa Viagem) è la cattedrale di Belo Horizonte, in Brasile, ed è sede dell'arcidiocesi di Belo Horizonte.

## Storia
Il territorio dove oggi sorge la cattedrale di Belo Horizonte è stato occupato da edifici religiosi dall'inizio del XVIII secolo. In epoca coloniale vi sorgeva una cappella in legno e terra, realizzata secondo il sistema a torchis, poi sostituita anni dopo da un edificio più grande.
Il 12 dicembre del 1897 la chiesa del Boa Viagem fu distrutta e nel 1932 fu costruita la chiesa attuale.
I lavori per il nuovo edificio neogotico ebbero inizio nel 1913. L'11 febbraio del 1921, prima che la costruzione fosse terminata, la chiesa fu elevata a cattedrale dell'arcidiocesi di Belo Horizonte.